# Friedrich von Liebe

Friedrich von Liebe, Lithografie

Friedrich von Liebe (* 18. Dezember 1809 in Braunschweig; † 9. April 1885 in Berlin) war ein deutscher Jurist und Politiker. Er war braunschweigischer Diplomat, Minister und Wirklicher Geheimer Rat.

## Leben
Friedrich Liebe wurde 1809 in Braunschweig als Sohn eines Buchhalters geboren, der im September des Jahres 23-jährig vor der Geburt seines Sohnes starb. Die Mutter, Charlotte Rosine geb. Burwitz, war die Tochter eines Sattlermeisters in Celle. Friedrich Liebe  besuchte bis 1826 das Gymnasium Martineum seiner Heimatstadt und wechselte anschließend an das dortige Collegium Carolinum. Er studierte ab 1828 Rechtswissenschaft in Göttingen, wo er 1830 zum Dr. jur. promoviert wurde. Nach dem Ersten Juristischen Staatsexamen 1831 war er als Rechtsanwalt und Notar in Braunschweig tätig. Die Zweite Juristische Staatsprüfung bestand er im März 1836 in Wolfenbüttel. Im August 1836 heiratete er die aus Braunschweig stammende Kaufmannstochter Mathilde Auguste Carstens; die Ehe wurde 1853 geschieden. Ab August 1837 war Liebe als Kreisgerichtsassessor in Wolfenbüttel tätig. Mit seiner Veröffentlichung Die Stipulation und das einfache Versprechen aus dem Jahr 1840 wurde sein wissenschaftlicher Ruf begründet.

### Braunschweigischer Diplomat und Minister
Liebe wurde im August 1841 in das herzogliche Staatsministerium berufen, wo er Ende des Jahres zum Kanzleisekretär und im Januar 1847 zum Hofrat ernannt wurde. Er publizierte 1843 den Entwurf einer Wechselordnung für das Herzogthum Braunschweig sammt Motiven, mit dem er den Anforderungen des Handelsstandes an ein neues Wechselgesetz genügen wollte. In der Folge wurde Liebe 1847 Mitglied der Kommission der deutschen Staaten, die in Leipzig eine Allgemeine Deutsche Wechselordnung ausarbeitete. Liebe gehörte zu den Juristen, die eine einheitliche Wechselgesetzgebung für die deutschen Länder schufen. Die damit verbundene Wertschätzung Otto von Bismarcks trug Liebe 1880 die Verleihung des Roten Adlerordens I. Klasse ein. Er wurde im April 1848 von Herzog Wilhelm zum Legationsrat und zum braunschweigischen Bundestagsgesandten beim Deutschen Bund in Frankfurt am Main ernannt. Im Juli 1849 wurde er nach Berlin gesandt, um über den Beitritt Braunschweigs zum Dreikönigsbündnis („Bündnisvertrag zwischen Preußen, Sachsen und Hannover“) vom 26. Mai 1849 zu verhandeln. Ab März 1850 war er Mitglied des Erfurter Unionsparlaments, wo er zu den fünf Kommissaren gehörte, die dort die Zentralbehörde vertreten sollten. Liebe wurde im Juni 1851 zum braunschweigischen Geschäftsträger am preußischen Hof ernannt. Er übernahm 1851 auch die Vertretung der oldenburgischen und 1854 diejenige der nassauischen Regierung. Aufgrund seiner Mitwirkung bei dem Vertrag über den Anschluss des Herzogtums Braunschweig an den Deutsch-Österreichischen Postverein erhielt er 1852 den Roten Adlerorden II. Klasse. Herzog Wilhelm erhob Liebe im April 1855 in den erblichen Adelsstand und verlieh ihm im April 1857 den Titel eines Geheimen Legationsrates. Von Liebe heiratete im Februar 1857 in Braunschweig in zweiter Ehe Anna (Karoline Luise) Nobiling († 1900), die Tochter eines Berliner Färbereibesitzers.
Er wurde 1861 nach Braunschweig zurückberufen, wo er nach dem Tod August von Geysos im Dezember zum Geheimrat und stimmführenden Mitglied des herzoglichen Staatsministeriums ernannt und mit der Leitung des Finanzdepartements betraut wurde. Von Liebe zählte damit zu den drei ranghöchsten Beamten der Staatsregierung. Im Februar 1867 wurde er zum Ministerresidenten am preußischen Hof und zum Bevollmächtigten beim Bundesrat ernannt. Daneben wurde ihm die Vertretung bei den Verhandlungen des Konstituierenden Reichstags zur Ausarbeitung der Verfassung für den Norddeutschen Bund übertragen. Von Liebe war maßgeblicher Mitgestalter der Finanz- und Justizgesetzgebung im Bundesrat des Norddeutschen Bundes. Im April 1873 wurde er zum Wirklichen Geheimrat mit dem Prädikat Exzellenz ernannt. Er wurde mit dem Großkreuz des Ordens Heinrichs des Löwen ausgezeichnet. Die Tatsache, dass sich das Herzogtum Braunschweig nach dem erbenlosen Tod Herzog Wilhelms 1884 als selbstständiges Bundesland behaupten konnte, ist auch auf das diplomatische Geschick von Liebes zurückzuführen.
Von Liebe starb im April 1885 im Alter von 75 Jahren in Berlin und wurde auf seinen Wunsch  in Gotha bestattet. Sein einziger, 1838 geborener Sohn Viktor von Liebe trat in den braunschweigischen Justizdienst und wurde Oberlandesgerichtsrat.

## Schriften (Auswahl)
- Die Stipulation und das einfache Versprechen. Meyer, Braunschweig 1840. (Digitalisat)
- Entwurf einer Wechselordnung für das Herzogthum Braunschweig sammt Motiven. Braunschweig 1843.
- Grundadel und die neuen Verfassungen. Braunschweig 1844.
- Sechs Vorlesungen über Philosophie der Geschichte. Wolfenbüttel 1844.
- Allgemeine Wechselordnung für Deutschland mit Einleitung und Erläuterungen. 1848.